# Oblast' di Sachalin
L'oblast' di Sachalin (in russo Сахалинская область?, Sachalinskaja oblast') è un'oblast' della Russia sito nel circondario federale dell'Estremo Oriente e che comprende l'isola di Sachalin e l'arcipelago delle Curili.
Nell'oblast' vivono alcune popolazioni autoctone come gli Ainu e gli Evenchi. Le quattro isole Curili più prossime al Giappone sono rivendicate dal 1952 da quest'ultimo.
La città principale, nonché capoluogo regionale, è la città di Južno-Sachalinsk, posta nella parte meridionale dell'isola.

## Geografia antropica

### Suddivisioni amministrative

#### Rajon
La oblast' di Sachalin comprende 17 rajon (fra parentesi il capoluogo; sono indicati con un asterisco i capoluoghi non direttamente dipendenti dal rajon ma posti sotto la giurisdizione della oblast'):
- Aleksandrovsk-Sachalinskij (Aleksandrovsk-Sachalinskij*)
- Anivskij (Aniva)
- Cholmskij (Cholmsk*)
- Dolinskij (Dolinsk*)
- Južno-Kuril'skij (Južno-Kuril'sk)
- Korsakovskij (Korsakov*)
- Kuril'skij (Kuril'sk)
- Makarovskij (Makarov)
- Nevel'skij (Nevel'sk*)

- Noglikskij (Nogliki)
- Ochinskij (Ocha)
- Poronajskij (Poronajsk*)
- Severo-Kuril'skij (Severo-Kuril'sk)
- Smirnychovskij  (Smirnych)
- Tomarinskij (Tomari)
- Tymovskij (Tymovskoe)
- Uglegorskij (Uglegorsk*)

#### Città
I centri abitati della oblast' che hanno lo status di città (gorod) sono 15 (in grassetto le città sotto la diretta giurisdizione della oblast', che costituiscono una divisione amministrativa di secondo livello):

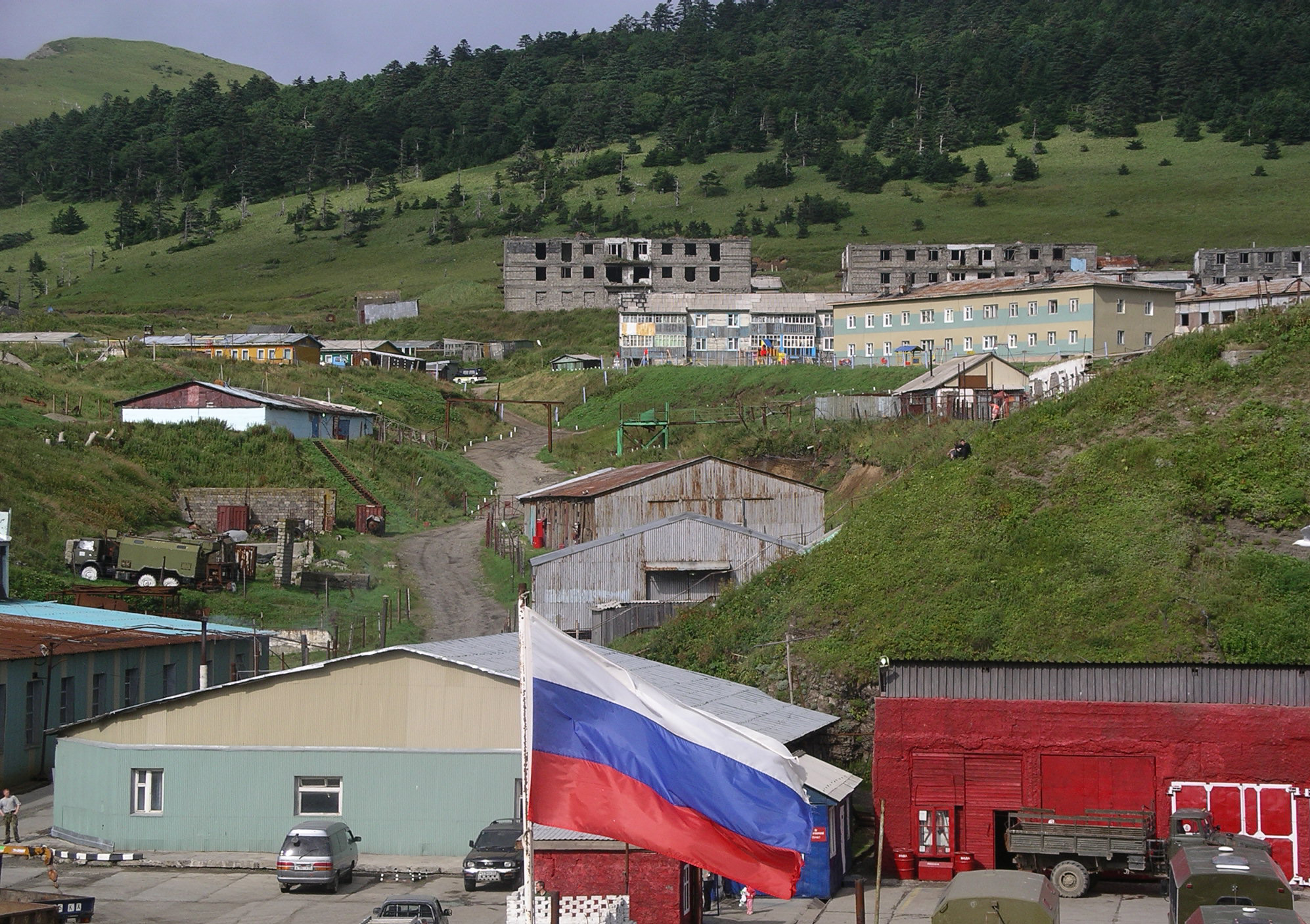
Veduta di Šikotan, nelle Isole Curili.

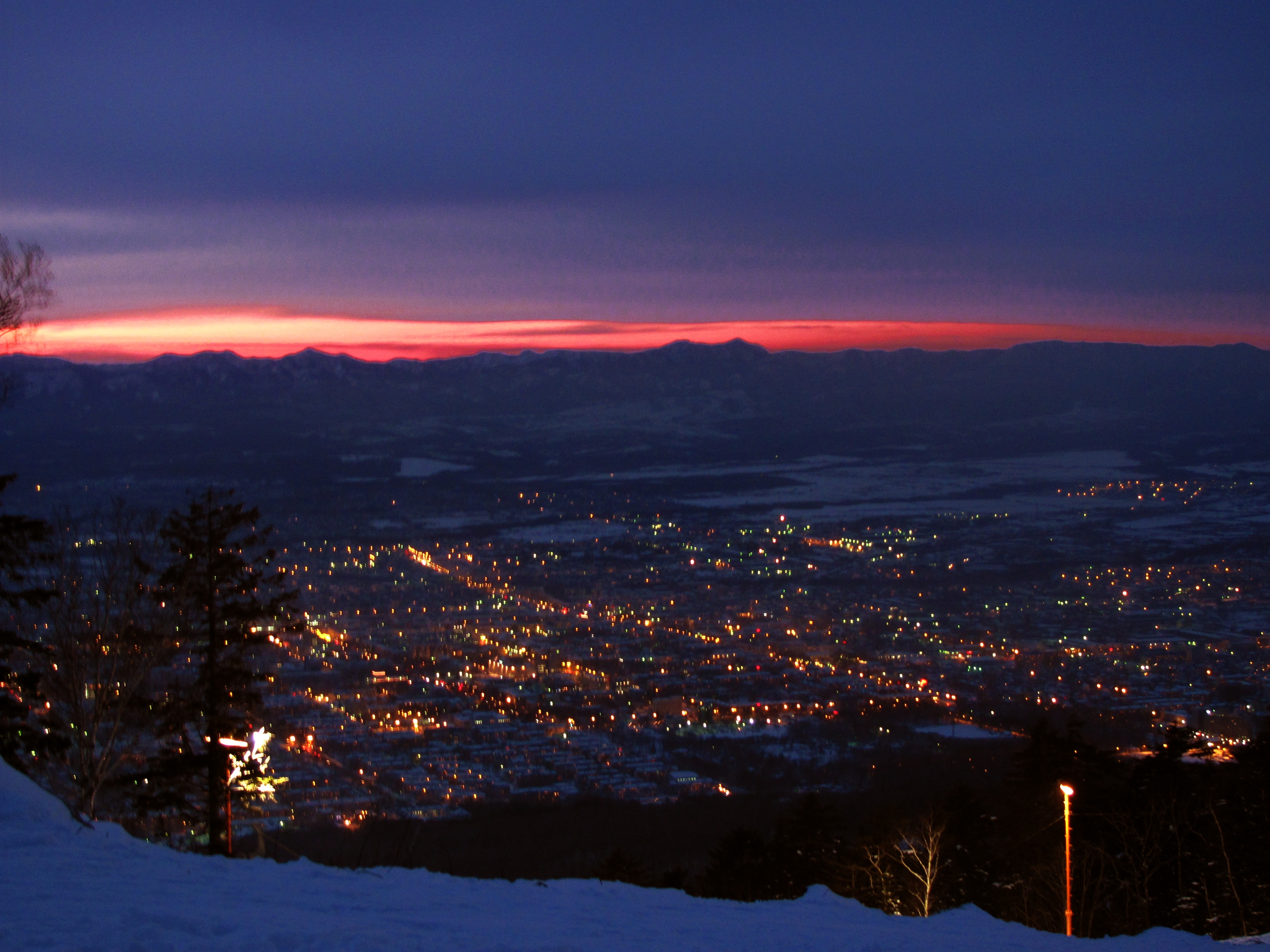
Veduta di Južno-Sachalinsk, la città principale dell'Oblast di Sachalin.

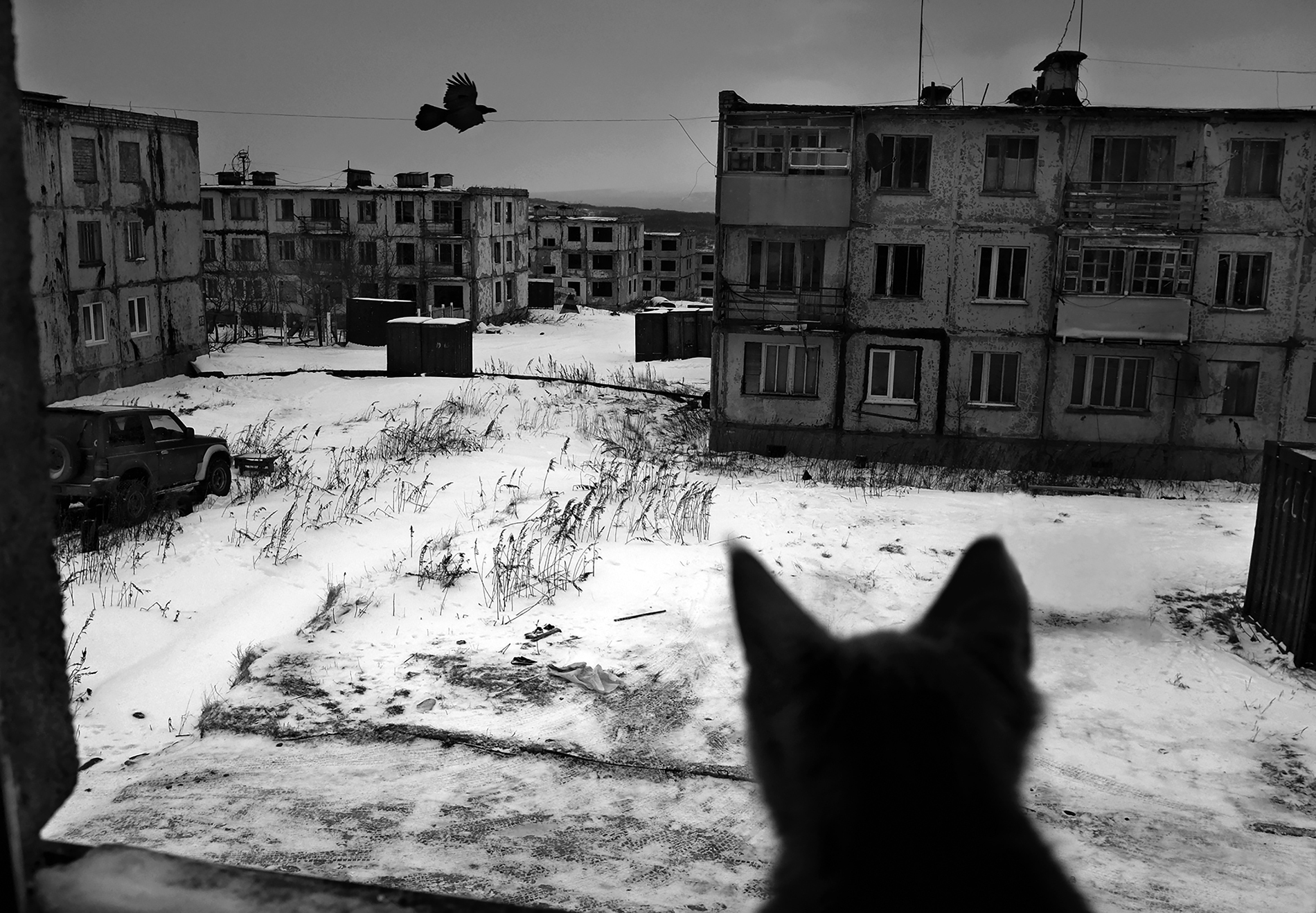
il villaggio militare disabitato di Gornoe, 15 km a nord di Makarov.

- Aleksandrovsk-Sachalinskij
- Aniva
- Cholmsk
- Dolinsk
- Južno-Sachalinsk
- Korsakov
- Kuril'sk
- Makarov

- Nevel'sk
- Ocha
- Poronajsk
- Šachtërsk
- Severo-Kuril'sk
- Tomari
- Uglegorsk

#### Insediamenti di tipo urbano
I centri urbani con status di insediamento di tipo urbano sono 5 (in grassetto gli insediamenti di tipo urbano sotto la diretta giurisdizione della oblast', che costituiscono una divisione amministrativa di secondo livello):
- Južno-Kuril'sk
- Nogliki
- Smirnych
- Tymovskoe
- Vachrušev

Un ulteriore insediamento, Neftegorsk, fu distrutto da un terremoto nel maggio 1995; morirono due terzi della popolazione e l'insediamento venne successivamente abbandonato.